# Lassativo

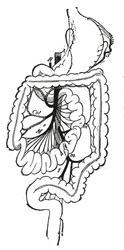
Tratto gastrointestinale

I lassativi (purganti, evacuanti, anticostipativi) sono sostanze o composti che stimolano la motilità intestinale (peristalsi) in contrasto agli antidiarroici che la inibiscono. 
Sono quindi farmaci che curano la stitichezza, la quale riduce o impedisce una corretta defecazione.
Le purghe sono cure drastiche che si fanno raramente e solo in caso di necessità con rimedi oleosi o salinici. È da osservare che fanno perdere all'organismo notevoli quantità di sodio e potassio che bisogna reintegrare.
Un lassativo poco utilizzato è la vitamina C (acido ascorbico), che ha in genere questo effetto in alte dosi (> di 1 g).
Per le cure "sintomatiche" di stitichezza degli adulti ci sono diverse classi di rimedi. Alcuni sono più indicati per stati passeggeri, altri per stati cronici. 
Si distinguono i seguenti tipi di lassativi.

## Tipologia

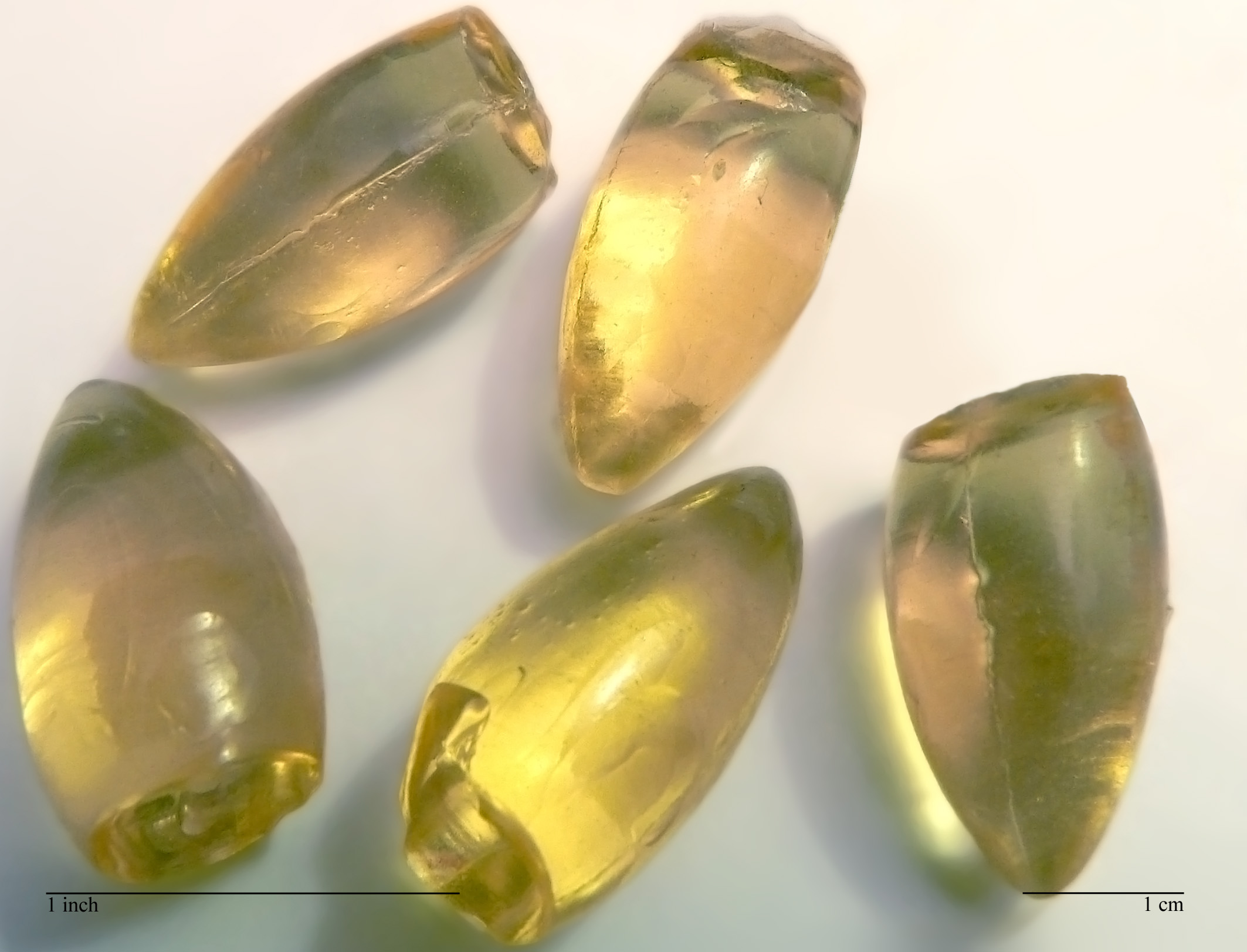
Supposte di glicerina usate come lassativi.

### Lassativi sintetici
Si tratterebbe d'una denominazione impropria: non esistono farmaci impiegati a scopo lassativo, vengono correttamente definiti agenti lassativi tutti quei recettori del sistema nervoso che stimolano la peristalsi come i recettori colinergici. Tra questi i difenolici noti come derivati del triarilmetano, è un gruppo di lassativi di sintesi che comprende bisacodile, picosolfato e fenolftaleina (quest'ultimo farmaco non è più disponibile in Italia). Esistono farmaci che agiscono su questi recettori o che hanno azione procinetica ovvero favoriscono la progressione del cibo verso il colon e rallentano il riassorbimento di acqua. Di questi farmaci esistono varie categorie a seconda dell'azione, indicate sotto.

### Lassativi "di massa" o idrofili
Si usano di solito fibre vegetali o altre sostanze indigeribili (tipicamente la metilcellulosa) che con l'acqua si gonfiano nell'intestino e forniscono un volume di materiale che fa da stimolo meccanico per la peristalsi. È importante bere a sufficienza, altrimenti si ottiene l'effetto contrario.
Le sostanze più usate a questo scopo sono crusca (di frumento, di avena o di altri cereali), semi di lino, semi di psillio o ispagula,  (piante della famiglia delle plantaginaceae), gomma di guar o agar agar.

### Lassativi emollienti
Sono olii non digeribili che "lubrificano" il contenuto intestinale, facilitando e favorendone il transito. Il lassativo oleoso più noto è la paraffina liquida, o olio di vaselina. È un olio che, dal momento che non viene digerito ed assorbito, non comporta un apporto nutritivo, ma interferisce con l'assorbimento delle sostanze liposolubili (vitamina D, vitamina E, vitamina A, acidi grassi essenziali) per cui ne è controindicato l'uso continuativo.
Un'altra sostanza emolliente utilizzata soprattutto per ammorbidire le feci è la glicerina, meglio detta glicerolo che si utilizza in forma di supposte.

### Lassativi osmotici
Esistono sostanze che, introdotte nel lume intestinale, non vengono assorbite, ed anzi richiamano acqua all'interno dell'intestino. Questo produce una sorta di "lavaggio" e favorisce la formazione di feci morbide che transitano con facilità e favoriscono la peristalsi intestinale.
Possono essere utilizzati carboidrati complessi che non vengono assorbiti, come il lattulosio o il mannitolo; sostanze saline, come l'idrossido di magnesio, e i fosfati, questi ultimi sotto forma di clisteri. Andrebbero evitati i sali di sodio; e il macrogol, polimero inerte del glicole etilenico, che "sequestra" acqua nel lume intestinale se assunto tal quale; mentre opportunamente disciolto in acqua prima dell'assunzione per bocca lega con ponti a idrogeno e aggiunge acqua alle feci ammorbidendole ed aumentandone la massa in modo da favorire i movimenti della peristalsi. Per il loro meccanismo di azione è opportuno associare l'assunzione di lassativi osmotici, in particolare il macrogol, con acqua.

### Lassativi di contatto
Sono principi attivi irritanti o tossici, che stimolano in modo abnorme la peristalsi intestinale costringendo il tubo digerente a vuotarsi rapidamente per allontanare le sostanze nocive.
Fanno parte di questa famiglia quasi tutti i purganti tradizionali: l'olio di ricino, i preparati erboristici a base di aloe, rabarbaro, cascara e senna. L'effetto lassativo è dato dalla presenza in tali purganti degli antrachinoni, sostanze che stimolano la peristalsi intestinale. Possono avere indicazione per un impiego assolutamente occasionale, mai prolungato, e questo vale anche per le sostanze di origine sintetica che agiscono con lo stesso meccanismo (sodio picosolfato, bisacodil).